# Monomorium malamixtum
Monomorium malamixtum är en myrart som beskrevs av Bolton 1987. Monomorium malamixtum ingår i släktet Monomorium och familjen myror. Inga underarter finns listade i Catalogue of Life.